# Giorgio Hinna
Giorgio Hinna (Roma, 1892 – Roma, 1946) è stato un pittore e incisore italiano.

## Biografia
Il suo primo maestro fu un pittore francese, di nome Joseph Noel, che gli insegnò le tecniche elementari dell'arte della pittura. Giorgio Hinna si perfezionò, da vero autodidatta, con l'osservazione dal vero. Rendeva i paesaggi con disegno attento e preciso, usava colori caldi e armonici ed era attento al variare delle luci e delle ombre. Provò l'incisione all'acquaforte, con risultati eccellenti.
Nel 1921 entrò nel gruppo dei XXV della campagna romana col soprannome "Lucciola". Vittorio Grassi a quel tempo era legato e proteggeva gli artisti più giovani: Giorgio Hinna e Giordano Bruno Ferrari.
Giorgio Hinna aveva lo studio a Villa Strohl-Fern, e lì organizzò una mostra, nel 1922. Espose nello stesso anno nelle sale degli Amatori e Cultori. Nel 1925 fece una mostra al Grande Albergo di Russia, in via del Babbuino, insieme a Arnaldo Foresti e a Ilio Giannaccini.

### Opere
- "Il bosco di Narni"
- "L'incontro"
- "Il bosco di Zoagli"
- "La raccolta", 1926
- "Piazza Navona" (acquaforte)